# Condylorrhiza
Condylorrhiza is een geslacht van vlinders uit de familie van de grasmotten (Crambidae), uit de onderfamilie van de Spilomelinae. De wetenschappelijke naam van dit geslacht is voor het eerst voorgesteld door Julius Lederer in een publicatie uit 1863.

## Soorten
- Condylorrhiza epicapna (Meyrick, 1933)
- Condylorrhiza oculatalis (Möschler, 1890)
- Condylorrhiza vestigialis (Guenée, 1854)
- Condylorrhiza zyphalis (Viette, 1958)